# Bela Cerkev
Bela Cerkev este o localitate din comuna Šmarješke Toplice, Slovenia, cu o populație de 107 locuitori.